# Geovanny Nazareno
Geovanny Enrique Nazareno Simisterra (ur. 17 stycznia 1988 w Nueva Loja) – ekwadorski piłkarz występujący najczęściej na pozycji lewego obrońcy, obecnie zawodnik Barcelony SC.

## Kariera klubowa
Nazareno jest wychowankiem zespołu Caribe Junior z siedzibą w swoim rodzinnym mieście – Nueva Loja, skąd w wieku 17 lat przeszedł do jednego z najbardziej utytułowanych klubów w kraju – Barcelona SC. Jeszcze przed ligowym debiutem był wypożyczany na kilka tygodni do trzecioligowych Santa Rosa FC i CS Patria, natomiast sezon 2008 spędził w stołecznym Deportivo Quito. Zadebiutował wówczas w ekwadorskiej Serie A i już w premierowym sezonie wywalczył z Deportivo mistrzostwo kraju. Wziął także udział w pierwszym międzynarodowym turnieju w karierze – Copa Sudamericana, gdzie jednak odpadł już w 1/16 finału.
Po powrocie do Barcelony Nazareno został podstawowym piłkarzem ekipy i 8 marca 2009 w wygranym 5:0 spotkaniu z LDU Portoviejo strzelił pierwszego gola w najwyższej klasie rozgrywkowej. W 2010 roku wystąpił w Copa Sudamericana, jednak podobnie jak dwa lata wcześniej jego zespół zakończył w nim swój udział w 1/16 finału.
| Sezon | Klub            | Kraj    | Rozgrywki         | Mecze | Bramki |
| ----- | --------------- | ------- | ----------------- | ----- | ------ |
| 2007  | CS Patria       | Ekwador | Segunda Categoría | 3     | 0      |
| 2008  | Deportivo Quito | Ekwador | Serie A           | 20    | 0      |
| 2009  | Barcelona SC    | Ekwador | Serie A           | 14    | 1      |
| 2010  | Barcelona SC    | Ekwador | Serie A           | 37    | 2      |
| 2011  | Barcelona SC    | Ekwador | Serie A           | 29    | 1      |
| 2012  | Barcelona SC    | Ekwador | Serie A           |       |        |

## Kariera reprezentacyjna
W seniorskiej reprezentacji Ekwadoru Nazareno zadebiutował 12 listopada 2008 w przegranym 1:2 meczu towarzyskim z Meksykiem. W 2011 roku został powołany przez selekcjonera Reinaldo Ruedę na rozgrywany w Argentynie turniej Copa América, gdzie pozostawał rezerwowym drużyny, nie rozgrywając ani jednego spotkania, a jego kadra nie zdołała wyjść z fazy grupowej.